# Rossum (Overissel)

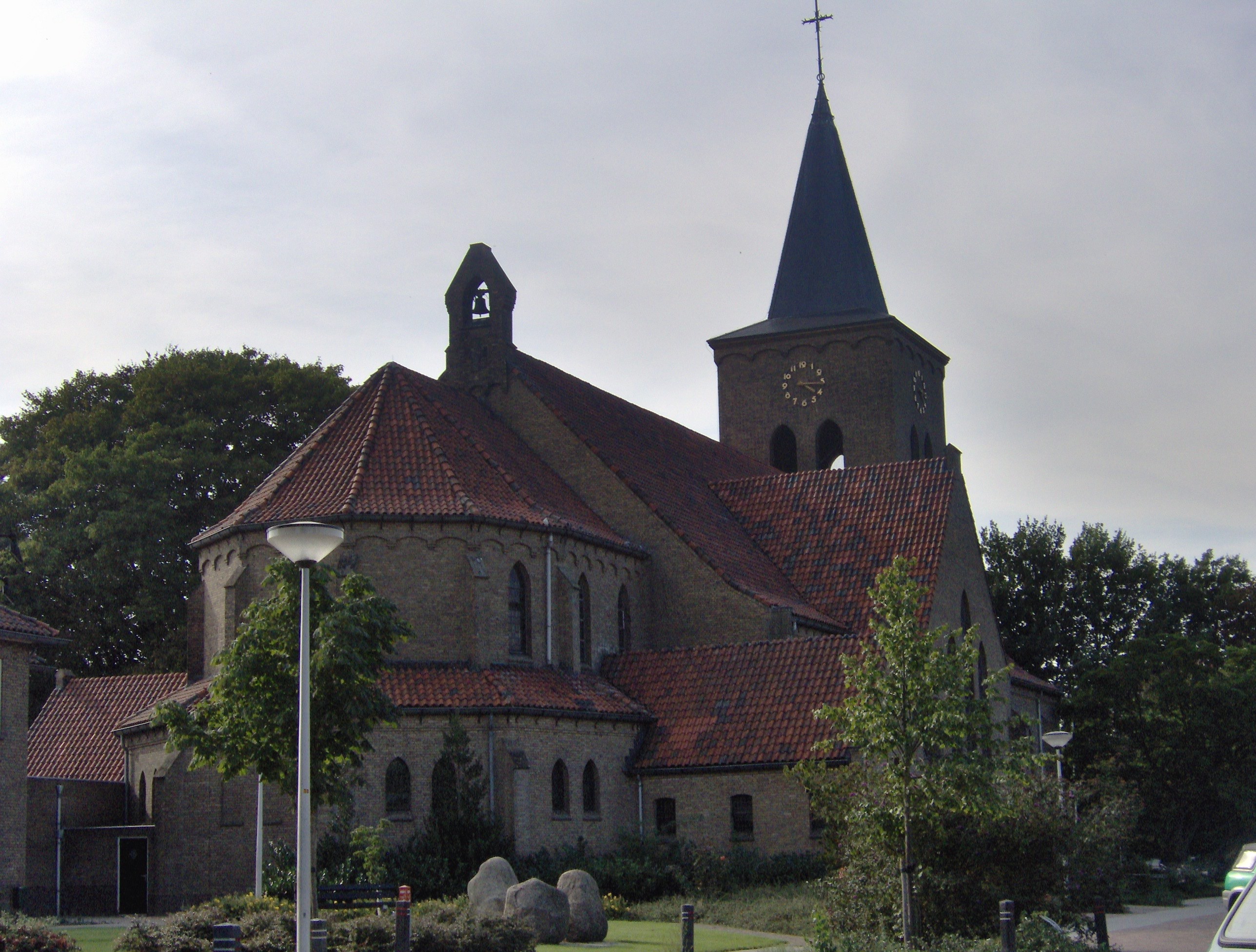
Igreja de Santo Plechelmus na Rossum

Rossum (52° 21′ N, 6° 55′ L) é uma cidade dos Países Baixos, na província de Overissel. Rossum pertence ao município de Dinkelland, e está situada a 4 km, a norte de Oldenzaal.
Em 2001, a cidade de Rossum tinha 1324 habitantes. A área urbana da cidade é de 0.37 km², e tem 438 residências.
A área de Rossum, que também inclui as partes periféricas da cidade, bem como a zona rural circundante, tem uma população estimada em 1930 habitantes.